# Chapelle Saint-Colomban (Saint-Nolff)
Pour les articles homonymes, voir Chapelle Saint-Colomban.
La chapelle Saint-Colomban est située dans le hameau de Saint-Colombier, à Saint-Nolff (Morbihan). Elle est dédiée à saint Colomban de Luxeuil, moine irlandais du VIe siècle, fondateur de l'abbaye de Luxeuil et protecteur des fous et des simples d'esprit.

## Histoire
Ancienne chapelle privée des seigneurs du Val-Dillieg, elle date du XVIe siècle et a été remaniée au siècle suivant. 

## Description
La chapelle présente un plan de croix latine. Son enclos abrite une croix bannière, la croix de Saint-Colombier, et un lec'h surnommé la « pierre aux fous » car on y attachait les épileptiques et les fous en crise.
L'intérieur possède un retable en bois et plusieurs statues, dont une Vierge couronnée du XVIe siècle.

### Articles liés
- Saint-Nolff
- Église Saint-Mayeul de Saint-Nolff
- Chapelle Sainte-Anne de Saint-Nolff